# Democratische partijen van Volksrepubliek China
Hoewel in de Volksrepubliek China de Communistische Partij van China regeert in alle politieke instanties van het land, bestaan er ook legale politieke partijen die niet behoren tot deze partij. Deze door de staat goedgekeurde politieke partijen worden de democratische partijen van Volksrepubliek China genoemd. De interpretatie van het woord democratisch is daar anders dan de interpretatie in bijvoorbeeld Nederland en België.
In 2013 vormden de volgende acht partijen de "oppositie" binnen verschillende politiekgerellateerde instanties:
1. Revolutionair Comité van de Chinese Kwomintang（民革）
2. China Democratische Unie（民盟）
3. China Democratische Nationale Opbouworganisatie（民建）
4. China Associatie voor het Bekendmaken van Democratie（民进）
5. Chinese Democratische Partij van Boeren en Arbeiders（农工党）
6. China Zhi Gongpartij（致公党）
7. Jiusan Sociëteit
8. Taiwan Minzhu Zizhi Tongmeng（台盟）

Al deze acht partijen hebben als ideologie het socialisme en zijn voor 1949 opgericht op het Chinese vasteland, in Hongkong of de in Verenigde Staten. De Revolutionaire Comité van de Chinese Kuomintang ontstond uit de linkervleugel van de Chinese Kuomintang. De China Zhi Gongpartij is in San Francisco Chinatown opgericht door Chinese Amerikanen. De Taiwan Minzhu Zizhi Tongmeng is opgericht door Taiwanezen in Hongkong. Ze waren de opvolgers van de Communistische Partij van Taiwan.